# غالب (اسم)
غالب هو اسم علم مذكر من أصل عربي، ومعناه هو القاهر الظافر المنتصر.

## شخصيات تحمل الاسم
- غالب بن الشيخ (1960 – )
- غالب بن المتوكل محمد (إمام يمني، 1823 – 30 سبتمبر 1885)
- غالب بن عبد الرحمن الناصري (وزير أندلسي، 901 – 981)
- غالب بن علي (1912 – 29 نوفمبر 2009)
- غالب بن فهر
- غالب بن مساعد
- غالب رضا (لاعب كرة سلة لبناني، 10 يوليو 1981 – )
- غالب عوالي ( – 19 يوليو 2004)
- غالب مجادلة (سياسي إسرائيلي، 5 أبريل 1953 – )
- غالب هلسا (1932[3] – 1989[3])
- غالب ابو هواش(كاتب فلسطيني، 200-)

غالب بن عبداللطيف الحريري تولد في ٢٥ فبراير ١٩٨٥ إقتصاد وإدارة تطوير أعمال

## وصلات خارجية
- موسوعة السلطان قابوس لأسماء العرب نسخة محفوظة 5 أبريل 2019 على موقع واي باك مشين.